# Rillington
Rillington – wieś w Anglii, w hrabstwie North Yorkshire, w dystrykcie (unitary authority) North Yorkshire. Leży 34 km na północny wschód od miasta York i 297 km na północ od Londynu.